# Радикальная аболиционистская партия
Радикальная аболиционистская партия (также известная как Радикальная политическая партия аболиционизма и Американское общество аболиционизма) — бывшая американская политическая партия, образованная аболиционистами в 1850-х годах перед гражданской войной как реакция на закон Канзаса-Небраски. В отличие от партии свободы, радикальная аболиционистская партия хотела не просто предотвратить распространение рабства, но и полностью искоренить его, отказавшись идти с «властью рабовладельцев». Также партия поддерживала предоставление гражданства афроамериканцам, больших прав женщинам, прекращение геноцида коренных американцев и отмену смертной казни. Радикалы отказались от стратегии морального убеждения людей в неправильности рабства, а открыто поддерживали идею восстания и усилия Джона Брауна, объявив, что вооруженное сопротивление было единственным жизнеспособным вариантом борьбы с рабством в таких местах, как Канзас и Небраска. Маккьюн Смит, один из основателей партии, стал первым афроамериканцев, председательствовавшим на съезде какой-либо партии в США. Он утверждал, что радикальные аболиционисты намерены отменить рабство «посредством Конституции или иным образом». Члены партии утверждали, что в политическом плане виги, демократы и «партия незнаек» были причастны к сохранению института рабства. Активность радикальных аболиционистов вынудила новообразованную Республиканскую партию активнее выступать в защиту порабощенных.
Радикальные аболиционисты надеялись привлечь в свою организацию сторонников отмены рабства, но эта попытка не оправдалась, несмотря на то, что их политическая программа была более логичной, последовательной и прямолинейной, чем подход республиканцев. Последние более успешно апеллировали к предрассудкам того времени, поскольку умеренная позиция партии против рабства и ее неоднозначный подход к чернокожим лучше вписывались в атмосферу общественного мнения на севере в 1850-х годах.